# اسب‌لوله‌ای کوچک جنوبی
اسب‌لوله‌ای کوچک جنوبی (نام علمی: Idiotropiscis australe) نام یک گونه از تیره سوزن‌ماهیان است.